# Charles Bickford
Charles Bickford (Cambridge, Massachusetts, 1 de gener de 1891 − Los Angeles, Califòrnia, 9 de novembre de 1967) va ser un actor estatunidenc, coprotagonista de la sèrie de TV The Virginian  de 1965 a 1967.

## Biografia
Abans de la primera guerra mundial, treballa al music-hall, així com al teatre de repertori a Bòston. Debuta a Broadway el 1919. És descobert a Outside Looking in, el 1925, per un cercatalents de Cecil B. DeMille. Debuta a la pantalla com a coprotagonista de Dynamite. És el coautor d'una obra, The Cyclone Lover, interpretada a Broadway el 1928.
Se'l veurà als papers principals d'una dotzena de pel·lícules de les quals tres li valdran un nomenament en l'Oscar: The Song of Bernadette  (1943), The Farmer's Daughter  (1947) i Johnny Belinda (1948). Les seves altres pel·lícules inclouen Not as a Stranger (1955), The Big Country (1958) i The Unforgiven (1960).
El 1965, ha publicat la seva autobiografia sota el títol Bulls, Balls, Bicycles and Actors.

## Filmografia
- 1929: Dynamite de Cecil B. DeMille
- 1929: South Sea Rose d'Allan Dwan
- 1930: Hell's Heroes de William Wyler
- 1930: Anna Christie de Clarence Brown
- 1930: Passion Flower de William C. de Mille
- 1930: The Sea Bat de Wesley Ruggles
- 1931: River's End de Michael Curtiz
- 1931: The Squaw Man de Cecil B. DeMille
- 1931: Men in Her Life de William Beaudine
- 1931: East Of Borneo de George Melford
- 1931: Pagan Lady de John Francis Dillon
- 1932: Panama Flo de Ralph Murphy
- 1932: Thunder Below de Richard Wallace
- 1932: Scandal for Sale de Russell Mack
- 1932: The Last Man de Howard Higgin
- 1932: Vanity Street de Nick Grinde
- 1933: No Other Woman, de J. Walter Ruben
- 1933: Song of the Eagle de Ralph Murphy
- 1933: This Day and Age de Cecil B. DeMille
- 1933: White Woman de Stuart Walker
- 1933: Red Wagon de Paul E. Stein
- 1934: Little Miss Marker d'Alexander Hall
- 1934: A Wicked Woman de Charles Brabin
- 1935: A Notorious Gentleman d'Edward Laemmle
- 1935: Under Pressure de Raoul Walsh
- 1935: The Farmer takes a wife de Victor Fleming
- 1935: East of Java de George Melford
- 1936: Rose of the Rancho de Marion Gering
- 1936: Pride of the Marines de D. Ross Lederman
- 1936: The Plainsman de Cecil B. DeMille
- 1936: High, Wide and Handsome de Rouben Mamoulian
- 1937: Thunder Trail de Charles Barton
- 1937: Night Club Scandal de Ralph Murphy
- 1937: Daughter of Shangai de Robert Florey
- 1938: Gangs of New York de James Cruze
- 1938: Valley of the Giants de William Keighley
- 1938: The Storm, de Harold Young
- 1939: Romance of the Redwoods de Charles Vidor
- 1939: Street of Missing Men de Sidney Salkow
- 1939: Our Leading Citizen d'Alfred Santell
- 1939: Thou Shalt Not Kill de John H. Auer
- 1939: Stand Up and Fight de W. S. Van Dyke
- 1939: One Hour to Live de Harold Schuster
- 1939: Mutiny in the Big House de William Nigh
- 1939: Of Mice and Men de Lewis Milestone
- 1940: Girl from God's Country de Sidney Salkow
- 1940: Queen of the Yukon de Phil Rosen
- 1940: South to Karanga de Harold Schuster
- 1941: Riders of Death Valley de Ford Beebe i Ray Taylor
- 1941: Burma Convoy de Noel M. Smith
- 1942: Reap The Wild Wind de Cecil B. DeMille
- 1942: Tarzan a Nova York (Tarzan's New York Adventure) de Richard Thorpe
- 1943: Mr. Lucky de H. C. Potter
- 1943: The Song of Bernadette de Henry King
- 1944: Wing and a Prayer de Henry Hathaway
- 1945: Captain Eddie de Lloyd Bacon
- 1945: Fallen Angel d'Otto Preminger
- 1946: Duel in the Sun de King Vidor
- 1947: The Farmer's Daughter de H. C. Potter
- 1947: The Woman on the Beach de Jean Renoir
- 1947: Brute Force de Jules Dassin
- 1948: Four Faces West d'Alfred Green
- 1948: The Babe Ruth Story de Roy Del Ruth
- 1948: Johnny Belinda de Jean Negulesco
- 1948: Command Decision de Sam Wood
- 1949: Roseanna McCoy d'Irving Reis
- 1949: Whirlpool d'Otto Preminger
- 1950: Guilty of Treason de Felix Feist
- 1950: Riding High de Frank Capra
- 1950: Marcat a foc (Branded) de Rudolph Mate
- 1951: Jim Thorpe, All American de Michael Curtiz
- 1951: The Raging Tide de George Sherman
- 1951: Elopement de Henry Koster
- 1953: The Last Posse d'Alfred Werker
- 1954: A Star is Born de George Cukor
- 1955: Prince of players de Philip Dunne
- 1955: No seràs un estrany (Not as a Stranger) de Stanley Kramer
- 1955: The Court Martial of Billy Mitchell d'Otto Preminger
- 1956: You can't run away from it de Dick Powell
- 1957: Mister Cory de Blake Edwards
- 1958: Grans horitzons (The Big Country) de William Wyler
- 1960: Els que no perdonen (The Unforgiven) de John Huston
- 1963: Dies de vi i roses (Days of Wine and Roses) de Blake Edwards
- 1964: Della de Robert Gist
- 1966: A Big Hand for the Little Lady de Fielder Cook

## Premis i nominacions

### Nominacions
- 1944: Oscar al millor actor secundari per The Song of Bernadette
- 1948: Oscar al millor actor secundari per The Farmer's Daughter
- 1949: Oscar al millor actor secundari per Johnny Belinda